# Баптистенкирхе (Потсдам)
Баптистская церковь в Потсдаме (нем. Baptistenkirche) — здание церкви в Потсдаме по адресу Шопенгауэрштрассе 8; было возведено в период с 1957 по 1960 год на месте церкви Большого военного приюта, разрушенной во время Второй мировой войны. Сама независимая община потсдамских баптистов была официально образована 22 мая 1910 года, а современное здание её церкви было открыто в марте 1960 года и расширено в 1993 году. 